# Shinya Nakano
Shinya Nakano (10 de octubre de 1977, Tokio, Japón) es un piloto retirado de motociclismo que corrió en las categorías de 250cc y MotoGP. Durante su estancia en el campeonato mundial consiguió 6 victorias en 250cc y 21 podios en total.
En el año 2009 se embarcó en el nuevo proyecto de Aprilia en el WSBK (Mundial de Superbikes) junto a Max Biaggi, pero dos lesiones notables le impidieron correr a su nivel y acabó retirándose al final de esa temporada.

## Resultados

### Campeonato del Mundo de Motociclismo

#### Por temporada
| Temp. | Cat.   | Moto     | Equipo                     | Carreras | Victorias | Podios | Poles | V.Ráp. | Pts  | Pos. |
| ----- | ------ | -------- | -------------------------- | -------- | --------- | ------ | ----- | ------ | ---- | ---- |
| 1998  | 250cc  | Yamaha   | BP Yamaha Racing Team      | 2        | 0         | 1      | 0     | 0      | 33   | 19.º |
| 1999  | 250cc  | Yamaha   | Chesterfield Yamaha Tech 3 | 16       | 1         | 5      | 2     | 1      | 207  | 4.º  |
| 2000  | 250cc  | Yamaha   | Chesterfield Yamaha Tech 3 | 16       | 5         | 12     | 3     | 7      | 272  | 2.º  |
| 2001  | 500cc  | Yamaha   | Gauloises Yamaha Tech 3    | 15       | 0         | 1      | 0     | 1      | 155  | 5.º  |
| 2002  | MotoGP | Yamaha   | Gauloises Yamaha Tech 3    | 16       | 0         | 0      | 0     | 0      | 68   | 11.º |
| 2003  | MotoGP | Yamaha   | Gauloises Yamaha Team      | 16       | 0         | 0      | 0     | 0      | 101  | 10.º |
| 2004  | MotoGP | Kawasaki | Kawasaki Racing Team       | 16       | 0         | 1      | 0     | 0      | 83   | 10.º |
| 2005  | MotoGP | Kawasaki | Kawasaki Racing Team       | 17       | 0         | 0      | 0     | 0      | 98   | 10.º |
| 2006  | MotoGP | Kawasaki | Kawasaki Racing Team       | 17       | 0         | 1      | 0     | 0      | 92   | 14.º |
| 2007  | MotoGP | Honda    | Konica Minolta Honda       | 18       | 0         | 0      | 0     | 0      | 47   | 17.º |
| 2008  | MotoGP | Honda    | San Carlo Honda Gresini    | 18       | 0         | 0      | 0     | 0      | 126  | 9.º  |
| Total |        |          |                            | 168      | 6         | 21     | 5     | 9      | 1282 |      |

#### Por categoría
| Categoría | Temporadas | 1.er Gran Premio | 1.er Podio    | 1.ª Victoria | Carreras | Victorias | Podios | Poles | V.Rap | Pts. | CM |
| --------- | ---------- | ---------------- | ------------- | ------------ | -------- | --------- | ------ | ----- | ----- | ---- | -- |
| 250cc     | 1998-2000  | Japón 1998       | Japón 1998    | Japón 1999   | 34       | 6         | 18     | 5     | 8     | 512  | -  |
| 500cc     | 2001       | Japón 2001       | Alemania 2001 |              | 15       | 0         | 1      | 0     | 1     | 155  | –  |
| MotoGP    | 2002-2008  | Japón 2002       | Japón 2004    |              | 119      | 0         | 2      | 0     | 0     | 615  | –  |
| Total     | 1998–2008  | 1998–2008        | 1998–2008     | 1998–2008    | 168      | 6         | 21     | 5     | 9     | 1282 | -  |

#### Carreras por Año
(Carreras en negrita indica pole position, carreras en cursiva indica vuelta rápida)
| Año  | Cat.   | Moto     | 1       | 2      | 3       | 4       | 5       | 6       | 7       | 8      | 9       | 10      | 11      | 12      | 13      | 14     | 15      | 16      | 17     | 18     | Pts. | Pos. | Vic. |
| ---- | ------ | -------- | ------- | ------ | ------- | ------- | ------- | ------- | ------- | ------ | ------- | ------- | ------- | ------- | ------- | ------ | ------- | ------- | ------ | ------ | ---- | ---- | ---- |
| 1998 | 250cc  | Yamaha   | JPN 2   | MAL    | ESP     | ITA     | FRA     | MAD     | NED     | GBR    | GER     | CZE     | IMO     | CAT     | AUS 4   | ARG    |         |         |        |        | 33   | 19.º | 0    |
| 1999 | 250cc  | Yamaha   | MAL 3   | JPN 1  | ESP Ret | FRA 2   | ITA 5   | CAT 4   | NED 5   | GBR 3  | GER 4   | CZE 4   | IMO 5   | VAL 4   | AUS 4   | RSA 2  | BRA 15  | ARG 5   |        |        | 207  | 4.º  | 1    |
| 2000 | 250cc  | Yamaha   | RSA 1   | MAL 1  | JPN 3   | ESP 15  | FRA 2   | ITA 1   | CAT 3   | NED 3  | GBR 7   | GER 3   | CZE 1   | POR Ret | VAL 1   | BRA 4  | PAC 2   | AUS 2   |        |        | 272  | 2.º  | 5    |
| 2001 | 500cc  | Yamaha   | JPN 5   | RSA 4  | ESP 4   | FRA 11  | ITA 8   | CAT 4   | NED 5   | GBR 6  | GER 3   | CZE DNS | POR 9   | VAL 7   | PAC 6   | AUS 7  | MAL 4   | BRA 9   |        |        | 155  | 5.º  | 0    |
| 2002 | MotoGP | Yamaha   | JPN Ret | RSA 8  | ESP 17  | FRA 13  | ITA 11  | CAT Ret | NED 8   | GBR 10 | GER 5   | CZE Ret | POR 12  | BRA Ret | PAC 16  | MAL 6  | AUS 13  | VAL 6   |        |        | 68   | 11.º | 0    |
| 2003 | MotoGP | Yamaha   | JPN 9   | RSA 11 | ESP 8   | FRA 14  | ITA 5   | CAT 5   | NED 13  | GBR 9  | GER 7   | CZE 14  | POR 12  | BRA 8   | PAC 9   | MAL 8  | AUS 7   | VAL Ret |        |        | 101  | 10.º | 0    |
| 2004 | MotoGP | Kawasaki | RSA 12  | ESP 9  | FRA Ret | ITA Ret | CAT 7   | NED Ret | BRA 9   | GER 7  | GBR 15  | CZE 12  | POR 11  | JPN 3   | QAT Ret | MAL 8  | AUS 12  | VAL 7   |        |        | 83   | 10.º | 0    |
| 2005 | MotoGP | Kawasaki | ESP 5   | POR 8  | CHN Ret | FRA 8   | ITA 10  | CAT 9   | NED 8   | USA 9  | GBR Ret | GER 6   | CZE 12  | JPN Ret | MAL Ret | QAT 7  | AUS 7   | TUR 10  | VAL 11 |        | 98   | 10.º | 0    |
| 2006 | MotoGP | Kawasaki | ESP 7   | QAT 11 | TUR 8   | CHN 8   | FRA 12  | ITA 11  | CAT DSQ | NED 2  | GBR Ret | GER 6   | USA Ret | CZE 8   | MAL Ret | AUS 8  | JPN Ret | POR Ret | VAL 7  |        | 92   | 14.º | 0    |
| 2007 | MotoGP | Honda    | QAT 10  | ESP 10 | CHN 13  | TUR Ret | FRA Ret | ITA 13  | CAT 15  | GBR 14 | NED 12  | GER Ret | USA 12  | CZE 14  | RSM 10  | POR 11 | JPN 16  | AUS 13  | MAL 16 | VAL 14 | 47   | 17.º | 0    |
| 2008 | MotoGP | Honda    | QAT 13  | ESP 9  | POR 10  | CHN 10  | FRA 10  | ITA 9   | CAT 9   | GBR 9  | NED 8   | GER 9   | USA 10  | CZE 4   | RSM 12  | IND 17 | JPN 8   | AUS 5   | MAL 5  | VAL 7  | 126  | 9.º  | 0    |

### Campeonato Mundial de Superbikes

#### Por temporada
| Temp. | Moto                 | Equipo         | Carreras | Victorias | Podios | Poles | V.Ráp. | Pts. | Pos. |
| ----- | -------------------- | -------------- | -------- | --------- | ------ | ----- | ------ | ---- | ---- |
| 2009  | Aprilia RSV4 Factory | Aprilia Racing | 18       | 0         | 0      | 0     | 0      | 86   | 14.º |
| Total |                      |                | 18       | 0         | 0      | 0     | 0      | 86   |      |

#### Carreras por Año
(Carreras en negrita indica pole position, carreras en cursiva indica vuelta rápida)
| Año  | Marca   | 1      | 1      | 2     | 2     | 3       | 3       | 4       | 4       | 5      | 5      | 6     | 6     | 7       | 7     | 8     | 8      | 9     | 9       | 10      | 10     | 11      | 11      | 12  | 12  | 13  | 13  | 14  | 14  | Pts. | Pos. |
| Año  | Marca   | R1     | R2     | R1    | R2    | R1      | R2      | R1      | R2      | R1     | R2     | R1    | R2    | R1      | R2    | R1    | R2     | R1    | R2      | R1      | R2     | R1      | R2      | R1  | R2  | R1  | R2  | R1  | R2  | Pts. | Pos. |
| ---- | ------- | ------ | ------ | ----- | ----- | ------- | ------- | ------- | ------- | ------ | ------ | ----- | ----- | ------- | ----- | ----- | ------ | ----- | ------- | ------- | ------ | ------- | ------- | --- | --- | --- | --- | --- | --- | ---- | ---- |
| 2009 | Aprilia | AUS 15 | AUS 12 | QAT 4 | QAT 7 | SPA DNS | SPA DNS | NED Ret | NED DNS | ITA 13 | ITA 12 | RSA 7 | RSA 7 | USA Ret | USA 7 | SMR 9 | SMR 13 | GBR 6 | GBR Ret | CZE Ret | CZE 11 | GER Ret | GER DNS | ITA | ITA | FRA | FRA | POR | POR | 86   | 14.º |